# Katsuhikari Toshio
Toshio Sugiura (japanisch 杉浦 敏朗, Sugiura Toshio; * 9. August 1942 in Gamagōri, Präfektur Aichi; † 1. Januar 2018 in Tokio), bekannt unter seinem Ringnamen Katsuhikari Toshio (和晃 敏郎), war ein japanischer Sumōringer. Er machte sein professionelles Debüt im November 1958 und erreichte im September 1969 die Spitzenklasse. Sein höchster Rang war maegashira 1. Er zog sich von der aktiven Konkurrenz im März 1973 zurück und blieb im japanischen Sumōverband als Ältester unter dem Namen Wakafuji. Er erreichte das obligatorische Rentenalter von 65 Jahren und verließ den Sumōverband im August 2007.
Toshio starb am 1. Januar 2018 im Alter von 75 Jahren an Gallengangskarzinom.